# Hypena confusa
Hypena confusa là một loài bướm đêm trong họ Erebidae.